# Real Betis Balompié (femení)
El Real Betis Féminas, secció del Real Betis Balompié, es va crear el 2011 després d'absorbir l'Azahar Club de Fútbol, fundat el 2009. Actualment l'equip milita a la Primera Divisió.

## Història
L'Azahar CF és un club del barri d'Alfalfa a Sevilla, fundat el 2009 i que disposa diversos equips de futbol base. L'any 2011 el Real Betis Balompié integra en la seva estructura els equips Senior i Cadet "A" de l'Azahar. A la seva primera temporada, l'equip Senior aconseguiex l'ascens a Segona Divisió Femenina per la retirada del Taraguillas. Ja en el segon any el Betis deixa la comptar amb la col·laboració de l'Azahar.
El Betis va jugar la fase d'ascens a Primera Divisió la temporada 2014-15, però va perdre contra la UD Granadilla. Les verdiblanques van tornar a disputar l'any següent l'ascens, aconseguint el seu objectiu després de véncer al CD Femarguín. Així la temporada 2016-17 fou la primera a Primera amb una molt acceptable 11a posició. La 2017-18 ha continuat progressant amb un destacat 6è lloc.